# TBEA
TBEA Company Limited (сокращённо от Tebian Electric Apparatus) — китайская электротехническая и фотоэлектрическая компания, которая специализируется на производстве оборудования и комплектующих для солнечной энергетики, а также трансформаторов, инверторов, распределительных коробок, проводов, кабелей и другого электрооборудования. 

## История
В 1938 году был основан трансформаторный завод в Шэньяне, который разработал первый китайский трансформатор, в 1955 году — первый китайский 110-киловольтный трансформатор, в 1959 году — первый китайский 220-киловольтный трансформатор, в 1973 году — первый китайский 330-киловольтный трансформатор, в 1979 году — первый китайский 500-киловольтный трансформатор, в 1998 году — первый китайский 1000-киловольтный трансформатор.

## Деятельность

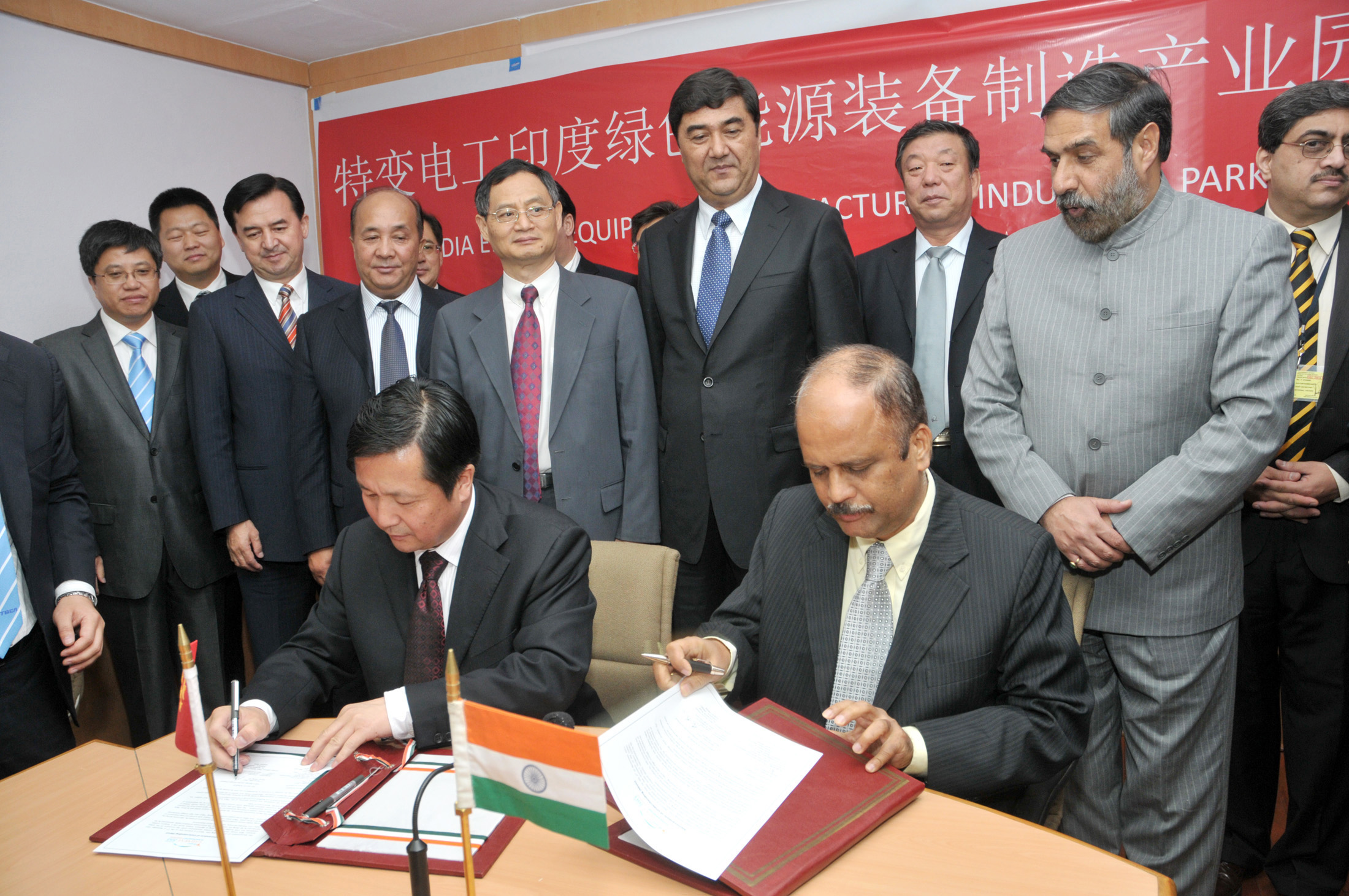
Подписание меморандума о взаимопонимании между правительством штата Гуджарат и компанией TBEA (India) Private Limited в Нью-Дели, 3 ноября 2011 года

TBEA Company производит трансформаторы, терминалы автоматизации распределительных сетей, провода, кабели, зарядные устройства, выключатели, системы управления мощностью, инверторы и другое оборудование для солнечных электростанций, кремниевые чипы, поликремний, электродную и алюминиевую фольгу, алюминиевые профили и стержни; разрабатывает и реализует проекты по передаче электроэнергии (высоковольтные линии электропередачи), строительству солнечных и ветряных электростанций; добывает уголь и золото, производит тепловую электроэнергию. 
Компания имеет 18 заводов в Китае и 3 предприятия за рубежом: основные производственные мощности расположены в Чанцзи (Синьцзян-Уйгурский автономный район), Шэньяне (Ляонин), Хэнъяне (Хунань), Тяньцзине, Дэяне (Сычуань), Тайане (Шаньдун), Пекине, Нанкине (Цзянсу), Сиане (Шэньси), Карджане (Гуджарат) и Таджикистане.
На китайском рынке трансформаторов основными конкурентами TBEA являются компании China XD Group и BTW (Baoding Tianwei Baobian Electric).
На международном рынке TBEA строит солнечные электростанции, электрические подстанции и высоковольтные линии электропередачи, модернизирует тепловые электростанции в Центральной, Южной и Юго-Восточной Азии, а также в странах Африки.
По итогам 2021 года основные продажи TBEA пришлись на продукцию и проекты в сфере новой энергетики (32,6 %), трансформаторы (17,8 %), уголь (15,4 %), провода и кабели (14,7 %), производство электроэнергии (6,5 %), проекты по передаче и преобразованию электроэнергии (5,4 %). На Китай пришлось 91,9 % выручки компании, остальные 8,1 % — на зарубежные рынки.

### Научные исследования
В состав TBEA входит Инженерно-технологический исследовательский центр трансформаторов сверхвысокого напряжения.

### Дочерние структуры
- TBEA Transformer Industrial Group (Шэньян)
  - TBEA Hengyang Transformer Company (Хэнъян)
  - TBEA Xinjiang Transformer Company (Чанцзи)
  - TBEA Tianjin Transformer Company (Тяньцзинь)
- TBEA Xinjiang Cable Company (Чанцзи)
  - TBEA Shandong Luneng Taishan Cable Company (Тайань)
  - Showa-TBEA Shandong Cable Accessories (Тайань)
  - TBEA Deyang Cable Company (Дэян)
- TBEA International Project Contract Company (Чанцзи)
- ТВЕА Xinjiang SunOasis Company (Урумчи)
- Xinjiang Joinworld Company (Урумчи)
- TBEA USA Corporation (Пасадина)

## Акционеры
Крупнейшими акционерами TBEA Company являются Xinjiang Tebian Electric Apparatus Group (11,5 %), Shanghai Honglian Venture Investment (6,54 %), China Merchants Fund Management (1,88 %), Da Cheng Fund Management (1,34 %), Harvest Fund Management (1,34 %), Yinhua Fund Management (1,34 %), GF Fund Management (1,34 %), ICBC Credit Suisse Asset Management (1,34 %), China Asset Management (1,34 %), China Southern Asset Management (1,34 %), E Fund Management (1,34 %) и Bosera Asset Management (1,34 %).